# Visalibóns
Visalibóns es una localidad oscense en el municipio de Torre la Ribera, comarca de la Ribagorza, Aragón, España. En 2022 tenía 12 habitantes.

## Historia
Es documentado por primera vez en el año 1004 como Bissalebons.

## Lugares de interés
- Ermita de San Saturnino.[4]
- Iglesia de Santa María, de origen románico.[5]

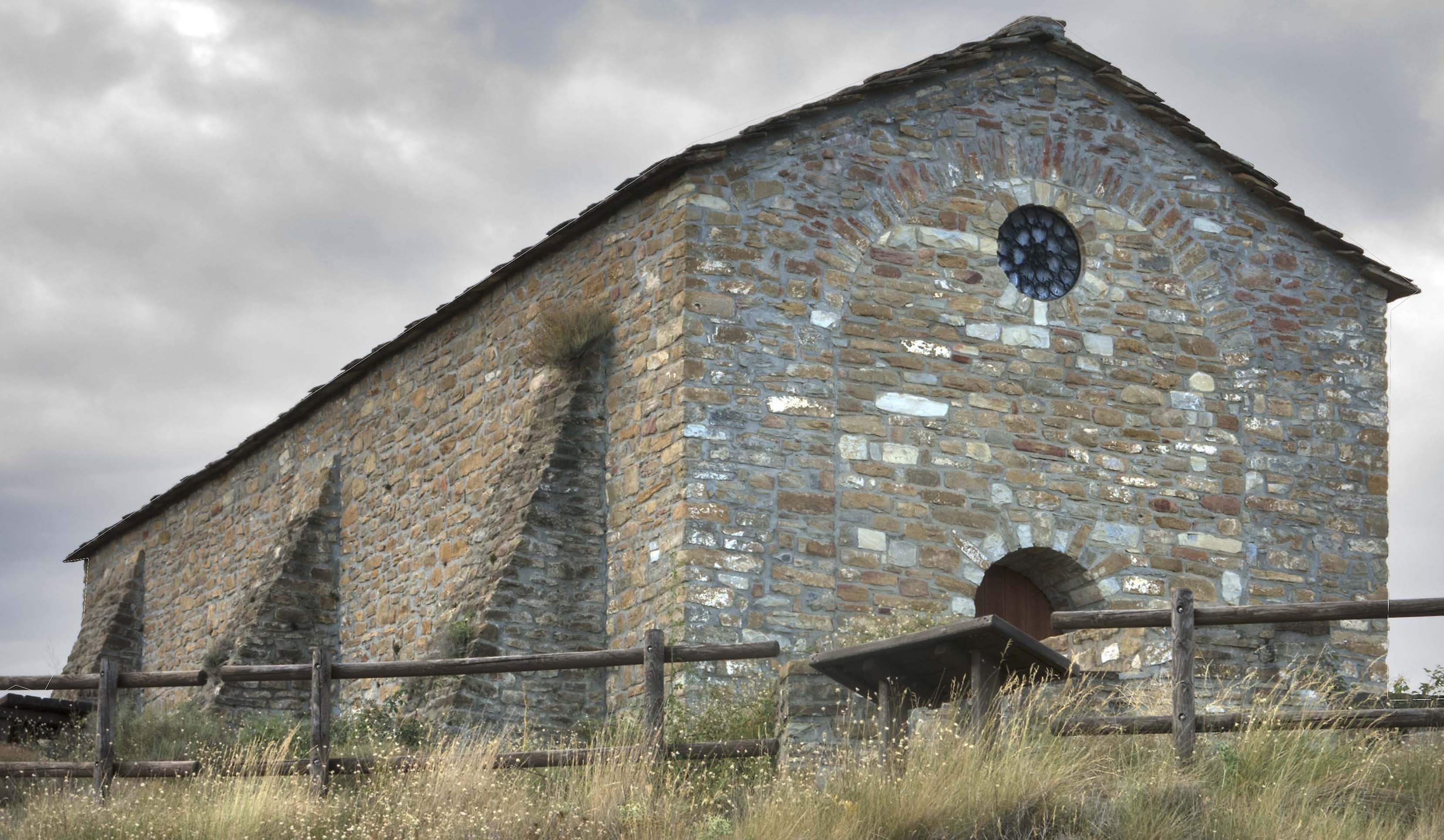
Ermita de San Saturnino

## Demografía
| Gráfica de evolución de Visalibóns entre 2000 y 2020 |
|                                                      |
| Datos obtenidos del INE.                             |